# 坎塔略普斯
坎塔略普斯，是西班牙加泰罗尼亚赫罗纳省的一个市镇。总面积20平方公里，总人口355人（2013年），人口密度17人/平方公里。